# Stazione di Cevio
La stazione di Cevio della Ferrovie Autolinee Regionali Ticinesi (FART) è stata una stazione ferroviaria, passante della ex ferrovia Locarno-Ponte Brolla-Bignasco ("Valmaggina") chiusa il 28 novembre 1965.

## Storia
La stazione venne inaugurata nel 1907 insieme alla linea Locarno-Bignasco. Continuò il suo esercizio fino alla sua chiusura avvenuta il 28 novembre 1965.

## Strutture e impianti
Era composto da un piccolo fabbricato viaggiatori con due binari e uno per i merci. Non rimane traccia dell'infrastruttura: il fabbricato viaggiatori venne demolito nel 1973 e i tre binari vennero smantellati e sostituiti dall'attuale strada cantonale alla fine degli anni ottanta.